# Vladimír Darida
Vladimír Darida (Sokolov, 8 agosto 1990) è un calciatore ceco, centrocampista dell'Arīs Salonicco.
Nel marzo 2016 ottiene 300 voti come calciatore ceco dell'anno, raggiungendo il terzo posto dietro a David Lafata (366) e Petr Čech (649).

## Carriera

### Inizi
Cresce nel vivaio del Viktoria Plzen, dove si dimostra fin da subito uno dei talenti più emergenti. Il 24 aprile 2010, a 19 anni, esordisce nella massima divisione ceca contro la Dynamo České Budějovice, giocando i 6 minuti finali. Gioca ancora pochi scampoli di partita contro lo Slavia Praga il 5 maggio 2010 e contro il Bohemians 1905 l'8 maggio successivo.
Confermato per la stagione successiva, non trova spazio tra i titolari, e viene girato in prestito in Druhá liga al FK Baník Sokolov. Nella nuova squadra trova continuità e gioca quasi tutte le partite del girone di ritorno. Il 27 marzo 2011 è decisivo segnando il gol partita contro la squadra B dello Sparta Praga, mentre il 16 aprile mette a segno una doppietta nella vittoria per 4-2 contro il FC Hlučín. A fine stagione sono 13 le presenze, e 5 i gol realizzati.
L'allenatore Pavel Vrba lo richiama così al Viktoria Plzen, dove diventa titolare inamovibile.
Il 28 agosto 2013 viene acquistato dal Friburgo.
Il 18 luglio 2015, a seguito della retrocessione del Friburgo, viene ceduto all'Hertha Berlino.

### Nazionale
Il 26 maggio 2012 esordisce in nazionale maggiore nel successo per 2-1 in amichevole contro Israele; due giorni dopo viene inserito nella lista dei giocatori convocati per gli europei rimpiazzando l'infortunato Daniel Pudil. Nel corso del torneo scende in campo in una partita, ovvero nella sconfitta contro il Portogallo ai quarti di finale che sancisce l'eliminazione dei cechi dal torneo.
Diventa presto un punto fermo della selezione ceca, con cui realizza la sua prima rete il 6 settembre 2015 nel successo per 1-2 in casa della Lettonia.
Viene convocato per gli Europei 2016 in Francia.
A partire dal 2019 diventa il capitano della sua nazionale, venendo poi convocato per gli europei nel 2021. Il 4 luglio, in seguito all'eliminazione subita ai quarti di finale contro la Danimarca, dopo aver collezionato 76 presenze con otto gol segnati, annuncia l'addio alla nazionale.

## Statistiche

### Cronologia presenze e reti in nazionale
| Cronologia completa delle presenze e delle reti in nazionale ― Rep. Ceca | Cronologia completa delle presenze e delle reti in nazionale ― Rep. Ceca | Cronologia completa delle presenze e delle reti in nazionale ― Rep. Ceca | Cronologia completa delle presenze e delle reti in nazionale ― Rep. Ceca | Cronologia completa delle presenze e delle reti in nazionale ― Rep. Ceca | Cronologia completa delle presenze e delle reti in nazionale ― Rep. Ceca | Cronologia completa delle presenze e delle reti in nazionale ― Rep. Ceca | Cronologia completa delle presenze e delle reti in nazionale ― Rep. Ceca |
| Data                                                                     | Città                                                                    | In casa                                                                  | Risultato                                                                | Ospiti                                                                   | Competizione                                                             | Reti                                                                     | Note                                                                     |
| ------------------------------------------------------------------------ | ------------------------------------------------------------------------ | ------------------------------------------------------------------------ | ------------------------------------------------------------------------ | ------------------------------------------------------------------------ | ------------------------------------------------------------------------ | ------------------------------------------------------------------------ | ------------------------------------------------------------------------ |
| 26-5-2012                                                                | Hartberg                                                                 | Israele                                                                  | 1 – 2                                                                    | Rep. Ceca                                                                | Amichevole                                                               | -                                                                        | 65’                                                                      |
| 1-6-2012                                                                 | Praga                                                                    | Rep. Ceca                                                                | 1 – 2                                                                    | Ungheria                                                                 | Amichevole                                                               | -                                                                        | 61’                                                                      |
| 21-6-2012                                                                | Varsavia                                                                 | Rep. Ceca                                                                | 0 – 1                                                                    | Portogallo                                                               | Euro 2012 - Quarti di finale                                             | -                                                                        | 61’                                                                      |
| 15-8-2012                                                                | Leopoli                                                                  | Ucraina                                                                  | 0 – 0                                                                    | Rep. Ceca                                                                | Amichevole                                                               | -                                                                        | 85’                                                                      |
| 8-9-2012                                                                 | Copenaghen                                                               | Danimarca                                                                | 0 – 0                                                                    | Rep. Ceca                                                                | Qual. Mondiali 2014                                                      | -                                                                        | 75’                                                                      |
| 11-9-2012                                                                | Teplice                                                                  | Rep. Ceca                                                                | 0 – 1                                                                    | Finlandia                                                                | Amichevole                                                               | -                                                                        |                                                                          |
| 12-10-2012                                                               | Plzeň                                                                    | Rep. Ceca                                                                | 3 – 1                                                                    | Malta                                                                    | Qual. Mondiali 2014                                                      | -                                                                        | 73’                                                                      |
| 16-10-2012                                                               | Praga                                                                    | Rep. Ceca                                                                | 0 – 0                                                                    | Bulgaria                                                                 | Qual. Mondiali 2014                                                      | -                                                                        | 58’                                                                      |
| 14-11-2012                                                               | Olomouc                                                                  | Rep. Ceca                                                                | 3 – 0                                                                    | Slovacchia                                                               | Amichevole                                                               | -                                                                        | 79’                                                                      |
| 6-2-2013                                                                 | Manisa                                                                   | Turchia                                                                  | 0 – 2                                                                    | Rep. Ceca                                                                | Amichevole                                                               | -                                                                        | 88’                                                                      |
| 22-3-2013                                                                | Olomouc                                                                  | Rep. Ceca                                                                | 0 – 3                                                                    | Danimarca                                                                | Qual. Mondiali 2014                                                      | -                                                                        | 22’                                                                      |
| 26-3-2013                                                                | Erevan                                                                   | Armenia                                                                  | 0 – 3                                                                    | Rep. Ceca                                                                | Qual. Mondiali 2014                                                      | -                                                                        | 85’                                                                      |
| 7-6-2013                                                                 | Praga                                                                    | Rep. Ceca                                                                | 0 – 0                                                                    | Italia                                                                   | Qual. Mondiali 2014                                                      | -                                                                        | 66’ 76’                                                                  |
| 14-8-2013                                                                | Budapest                                                                 | Ungheria                                                                 | 1 – 1                                                                    | Rep. Ceca                                                                | Amichevole                                                               | -                                                                        | 58’                                                                      |
| 10-9-2013                                                                | Torino                                                                   | Italia                                                                   | 2 – 1                                                                    | Rep. Ceca                                                                | Qual. Mondiali 2014                                                      | -                                                                        | 56’                                                                      |
| 5-3-2014                                                                 | Praga                                                                    | Rep. Ceca                                                                | 2 – 2                                                                    | Norvegia                                                                 | Amichevole                                                               | -                                                                        |                                                                          |
| 21-5-2014                                                                | Helsinki                                                                 | Finlandia                                                                | 2 – 2                                                                    | Rep. Ceca                                                                | Amichevole                                                               | -                                                                        |                                                                          |
| 3-9-2014                                                                 | Praga                                                                    | Rep. Ceca                                                                | 0 – 1                                                                    | Stati Uniti                                                              | Amichevole                                                               | -                                                                        | 79’                                                                      |
| 9-9-2014                                                                 | Praga                                                                    | Rep. Ceca                                                                | 3 – 0                                                                    | Paesi Bassi                                                              | Qual. Euro 2016                                                          | -                                                                        |                                                                          |
| 10-10-2014                                                               | Istanbul                                                                 | Turchia                                                                  | 1 – 2                                                                    | Rep. Ceca                                                                | Qual. Euro 2016                                                          | -                                                                        |                                                                          |
| 13-10-2014                                                               | Astana                                                                   | Kazakistan                                                               | 2 – 1                                                                    | Rep. Ceca                                                                | Qual. Euro 2016                                                          | -                                                                        | 76’                                                                      |
| 16-11-2014                                                               | Plzeň                                                                    | Rep. Ceca                                                                | 2 – 1                                                                    | Islanda                                                                  | Qual. Euro 2016                                                          | -                                                                        |                                                                          |
| 28-3-2015                                                                | Praga                                                                    | Rep. Ceca                                                                | 1 – 1                                                                    | Lettonia                                                                 | Qual. Euro 2016                                                          | -                                                                        |                                                                          |
| 31-3-2015                                                                | Žilina                                                                   | Slovacchia                                                               | 1 – 0                                                                    | Rep. Ceca                                                                | Amichevole                                                               | -                                                                        | 71’                                                                      |
| 12-6-2015                                                                | Reykjavík                                                                | Islanda                                                                  | 2 – 1                                                                    | Rep. Ceca                                                                | Qual. Euro 2016                                                          | -                                                                        | 84’                                                                      |
| 3-9-2015                                                                 | Plzeň                                                                    | Rep. Ceca                                                                | 2 – 1                                                                    | Kazakistan                                                               | Qual. Euro 2016                                                          | -                                                                        | 68’                                                                      |
| 6-9-2015                                                                 | Riga                                                                     | Lettonia                                                                 | 1 – 2                                                                    | Rep. Ceca                                                                | Qual. Euro 2016                                                          | 1                                                                        |                                                                          |
| 10-10-2015                                                               | Praga                                                                    | Rep. Ceca                                                                | 2 – 1                                                                    | Turchia                                                                  | Qual. Euro 2016                                                          | -                                                                        |                                                                          |
| 13-10-2015                                                               | Amsterdam                                                                | Paesi Bassi                                                              | 2 – 3                                                                    | Rep. Ceca                                                                | Qual. Euro 2016                                                          | -                                                                        |                                                                          |
| 13-11-2015                                                               | Dunajská Streda                                                          | Rep. Ceca                                                                | 4 – 1                                                                    | Serbia                                                                   | Amichevole                                                               | -                                                                        | 86’                                                                      |
| 17-11-2015                                                               | Breslavia                                                                | Polonia                                                                  | 3 – 1                                                                    | Rep. Ceca                                                                | Amichevole                                                               | -                                                                        | 84’                                                                      |
| 24-3-2016                                                                | Solna                                                                    | Rep. Ceca                                                                | 0 – 1                                                                    | Scozia                                                                   | Amichevole                                                               | -                                                                        | 78’                                                                      |
| 29-3-2016                                                                | Solna                                                                    | Svezia                                                                   | 1 – 1                                                                    | Rep. Ceca                                                                | Amichevole                                                               | -                                                                        | 59’                                                                      |
| 27-5-2016                                                                | Kufstein                                                                 | Rep. Ceca                                                                | 6 – 0                                                                    | Malta                                                                    | Amichevole                                                               | -                                                                        | 46’                                                                      |
| 1-6-2016                                                                 | Innsbruck                                                                | Rep. Ceca                                                                | 2 – 1                                                                    | Russia                                                                   | Amichevole                                                               | -                                                                        |                                                                          |
| 5-6-2016                                                                 | Praga                                                                    | Rep. Ceca                                                                | 1 – 2                                                                    | Corea del Sud                                                            | Amichevole                                                               | -                                                                        | 67’                                                                      |
| 13-6-2016                                                                | Tolosa                                                                   | Spagna                                                                   | 1 – 0                                                                    | Rep. Ceca                                                                | Euro 2016 - 1º turno                                                     | -                                                                        |                                                                          |
| 17-6-2016                                                                | Saint-Étienne                                                            | Rep. Ceca                                                                | 2 – 2                                                                    | Croazia                                                                  | Euro 2016 - 1º turno                                                     | -                                                                        |                                                                          |
| 21-6-2016                                                                | Lens                                                                     | Rep. Ceca                                                                | 0 – 2                                                                    | Turchia                                                                  | Euro 2016 - 1º turno                                                     | -                                                                        |                                                                          |
| 31-8-2016                                                                | Mladá Boleslav                                                           | Rep. Ceca                                                                | 3 – 0                                                                    | Armenia                                                                  | Amichevole                                                               | -                                                                        | 46’                                                                      |
| 4-9-2016                                                                 | Praga                                                                    | Rep. Ceca                                                                | 0 – 0                                                                    | Irlanda del Nord                                                         | Qual. Mondiali 2018                                                      | -                                                                        |                                                                          |
| 22-3-2017                                                                | Ústí nad Labem                                                           | Rep. Ceca                                                                | 3 – 0                                                                    | Lituania                                                                 | Amichevole                                                               | -                                                                        | 46’                                                                      |
| 26-3-2017                                                                | Serravalle                                                               | San Marino                                                               | 0 – 6                                                                    | Rep. Ceca                                                                | Qual. Mondiali 2018                                                      | 2                                                                        |                                                                          |
| 5-6-2017                                                                 | Bruxelles                                                                | Belgio                                                                   | 2 – 1                                                                    | Rep. Ceca                                                                | Amichevole                                                               | -                                                                        | cap.                                                                     |
| 10-6-2017                                                                | Oslo                                                                     | Norvegia                                                                 | 1 – 1                                                                    | Rep. Ceca                                                                | Qual. Mondiali 2018                                                      | -                                                                        | 80’                                                                      |
| 1-9-2017                                                                 | Praga                                                                    | Rep. Ceca                                                                | 1 – 2                                                                    | Germania                                                                 | Qual. Mondiali 2018                                                      | 1                                                                        | 89’                                                                      |
| 4-9-2017                                                                 | Belfast                                                                  | Irlanda del Nord                                                         | 2 – 0                                                                    | Rep. Ceca                                                                | Qual. Mondiali 2018                                                      | -                                                                        |                                                                          |
| 5-10-2017                                                                | Baku                                                                     | Azerbaigian                                                              | 1 – 2                                                                    | Rep. Ceca                                                                | Qual. Mondiali 2018                                                      | -                                                                        | 78’                                                                      |
| 8-10-2017                                                                | Plzeň                                                                    | Rep. Ceca                                                                | 5 – 0                                                                    | San Marino                                                               | Qual. Mondiali 2018                                                      | -                                                                        | cap.                                                                     |
| 23-3-2018                                                                | Nanchino                                                                 | Uruguay                                                                  | 2 – 0                                                                    | Rep. Ceca                                                                | Amichevole                                                               | -                                                                        |                                                                          |
| 26-3-2018                                                                | Nanchino                                                                 | Cina                                                                     | 1 – 4                                                                    | Rep. Ceca                                                                | Amichevole                                                               | -                                                                        | 3’                                                                       |
| 1-6-2018                                                                 | Sankt Pölten                                                             | Australia                                                                | 4 – 0                                                                    | Rep. Ceca                                                                | Amichevole                                                               | -                                                                        | cap.                                                                     |
| 15-11-2018                                                               | Danzica                                                                  | Polonia                                                                  | 0 – 1                                                                    | Rep. Ceca                                                                | Amichevole                                                               | -                                                                        | 46’ 86’                                                                  |
| 22-3-2019                                                                | Londra                                                                   | Inghilterra                                                              | 5 – 0                                                                    | Rep. Ceca                                                                | Qual. Euro 2020                                                          | -                                                                        | cap. 67’                                                                 |
| 26-3-2019                                                                | Praga                                                                    | Rep. Ceca                                                                | 1 – 3                                                                    | Brasile                                                                  | Amichevole                                                               | -                                                                        | cap. 56’                                                                 |
| 7-9-2019                                                                 | Pristina                                                                 | Kosovo                                                                   | 2 – 1                                                                    | Rep. Ceca                                                                | Qual. Euro 2020                                                          | -                                                                        |                                                                          |
| 10-9-2019                                                                | Podgorica                                                                | Montenegro                                                               | 0 – 3                                                                    | Rep. Ceca                                                                | Qual. Euro 2020                                                          | 1                                                                        |                                                                          |
| 11-10-2019                                                               | Praga                                                                    | Rep. Ceca                                                                | 2 – 1                                                                    | Inghilterra                                                              | Qual. Euro 2020                                                          | -                                                                        | cap.                                                                     |
| 14-10-2019                                                               | Praga                                                                    | Rep. Ceca                                                                | 2 – 3                                                                    | Irlanda del Nord                                                         | Amichevole                                                               | 1                                                                        | 46’                                                                      |
| 14-11-2019                                                               | Plzeň                                                                    | Rep. Ceca                                                                | 2 – 1                                                                    | Kosovo                                                                   | Qual. Euro 2020                                                          | -                                                                        | cap.                                                                     |
| 17-11-2019                                                               | Sofia                                                                    | Bulgaria                                                                 | 1 – 0                                                                    | Rep. Ceca                                                                | Qual. Euro 2020                                                          | -                                                                        | cap.                                                                     |
| 4-9-2020                                                                 | Bratislava                                                               | Slovacchia                                                               | 1 – 3                                                                    | Rep. Ceca                                                                | UEFA Nations League 2020-2021 - 1º turno                                 | -                                                                        | 4’                                                                       |
| 7-10-2020                                                                | Larnaca                                                                  | Cipro                                                                    | 1 – 2                                                                    | Rep. Ceca                                                                | Amichevole                                                               | 1                                                                        | Cap. 71’                                                                 |
| 11-10-2020                                                               | Haifa                                                                    | Israele                                                                  | 1 – 2                                                                    | Rep. Ceca                                                                | UEFA Nations League 2020-2021 - 1º turno                                 | -                                                                        | Cap. 88’                                                                 |
| 14-10-2020                                                               | Glasgow                                                                  | Scozia                                                                   | 1 – 0                                                                    | Rep. Ceca                                                                | UEFA Nations League 2020-2021 - 1º turno                                 | -                                                                        | Cap.                                                                     |
| 11-11-2020                                                               | Berlino                                                                  | Germania                                                                 | 1 – 0                                                                    | Rep. Ceca                                                                | Amichevole                                                               | -                                                                        | 69’                                                                      |
| 15-11-2020                                                               | Plzeň                                                                    | Rep. Ceca                                                                | 1 – 0                                                                    | Israele                                                                  | UEFA Nations League 2020-2021 - 1º turno                                 | 1                                                                        | Cap. 89’                                                                 |
| 18-11-2020                                                               | Plzeň                                                                    | Rep. Ceca                                                                | 2 – 0                                                                    | Slovacchia                                                               | UEFA Nations League 2020-2021 - 1º turno                                 | -                                                                        | Cap. 88’                                                                 |
| 24-3-2021                                                                | Lublino                                                                  | Estonia                                                                  | 2 – 6                                                                    | Rep. Ceca                                                                | Qual. Mondiali 2022                                                      | -                                                                        | Cap.                                                                     |
| 30-3-2021                                                                | Cardiff                                                                  | Galles                                                                   | 1 – 0                                                                    | Rep. Ceca                                                                | Qual. Mondiali 2022                                                      | -                                                                        | Cap.                                                                     |
| 4-6-2021                                                                 | Bologna                                                                  | Italia                                                                   | 4 – 0                                                                    | Rep. Ceca                                                                | Amichevole                                                               | -                                                                        | Cap. 81’                                                                 |
| 8-6-2021                                                                 | Praga                                                                    | Rep. Ceca                                                                | 3 – 1                                                                    | Albania                                                                  | Amichevole                                                               | -                                                                        | Cap. 74’                                                                 |
| 14-6-2021                                                                | Glasgow                                                                  | Scozia                                                                   | 0 – 2                                                                    | Rep. Ceca                                                                | Euro 2020 - 1º turno                                                     | -                                                                        | cap. 87’                                                                 |
| 18-6-2021                                                                | Glasgow                                                                  | Croazia                                                                  | 1 – 1                                                                    | Rep. Ceca                                                                | Euro 2020 - 1º turno                                                     | -                                                                        | cap. 87’                                                                 |
| 22-6-2021                                                                | Londra                                                                   | Rep. Ceca                                                                | 0 – 1                                                                    | Inghilterra                                                              | Euro 2020 - 1º turno                                                     | -                                                                        | cap. 64’                                                                 |
| 3-7-2021                                                                 | Baku                                                                     | Rep. Ceca                                                                | 1 – 2                                                                    | Danimarca                                                                | Euro 2020 - Quarti di finale                                             | -                                                                        | 80’                                                                      |
| Totale                                                                   |                                                                          | Presenze                                                                 | 76                                                                       |                                                                          | Reti                                                                     | 8                                                                        |                                                                          |

## Palmarès

### Club
- Pohár ČMFS: 1

Viktoria Plzeň: 2009-2010
- Campionato ceco: 1

Viktoria Plzeň: 2010-2011
- Český Superpohár: 1

Viktoria Plzeň: 2011

### Individuale
- Calciatore ceco dell'anno: 1

2017